# Roberto Fabelo
José Roberto Fabelo Pérez, conocido principalmente como Roberto Fabelo, (Guáimaro, Cuba, 28 de enero de 1950), es un pintor, escultor e ilustrador cubano.
El arte de Fabelo a menudo muestra imágenes extrañas y oníricas que combinan elementos de realidad y fantasía con una meticulosa atención al detalle en una interpretación simbólica. Utilizando colores vibrantes y composiciones intrincadas en sus pinturas, dibujos y esculturas, a menudo representa criaturas fantásticas, animales antropomórficos y figuras humanas.
Debido a su rico simbolismo y narración alegórica, a menudo se compara a Fabelo con Goya. El artista es considerado por algunos como el Honoré Daumier del arte cubano contemporáneo, cuyas obras tienen referencias a Dante “ Divina Comedia ", el realismo mágico de Gabriel García Márquez, Hieronymus Bosch, las habilidades de los holandeses. la Pintura flamenca y Rembrandt.
La identidad, la condición humana y la relación entre las personas y la naturaleza son los temas principales de su complejo arte representacional.

## Vida

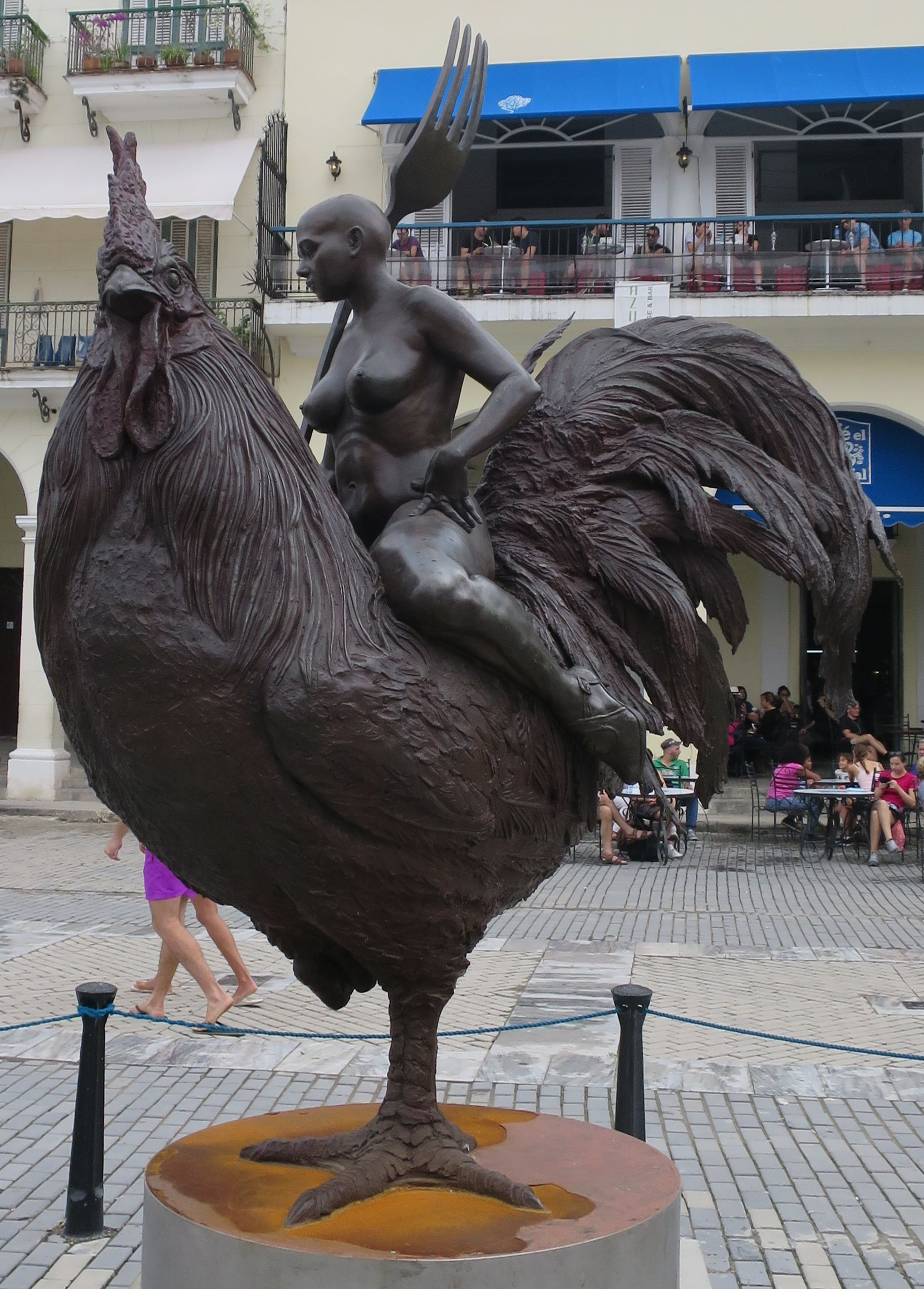
Viaje Fantástico, escultura de Roberto Fabelo, 2012, Plaza Vieja, La Habana

Roberto Fabelo pasó su infancia en su ciudad natal. La pasión por el dibujo -o "Grafomanía" como él la llama- comenzó desde muy joven, creando sus ilustraciones con lápiz, carboncillo, tinta o cualquier otro medio.
Luego de su educación primaria, recibió formación académica en la Escuela Nacional de Arte (ENA) y en el Instituto Superior de Arte (ISA) entre 1967 y 1972. Allí completó su carrera en 1981, que abarcó prácticamente todas las formas de expresión de las artes visuales, y trabajó allí como profesor durante varios años.
En la década de 1980 logró su primera visibilidad notable en el panorama artístico, impartiendo conferencias como miembro de la Unión de Escritores y Artistas de Cuba (UNEAC) y de la Unión Internacional de Artistas Visuales.(Asociación Internacional de Artes Plásticas AIAP).

## Premios
El estado cubano le otorgó la Medalla de la Cultura Nacional y la Medalla Alejo-Carpentier por su destacada trayectoria artística.
Además de una variedad de otros premios cubanos, recibió el Premio UNESCO para la Promoción de las Bellas Artes en París, Francia en 1996, así como el Premio Trienal de Arte Contemporáneo de Nueva Delhi en 1978 y el Premio Internacional de Dibujo Armando Reverón en la I Bienal de La Habana en 1984.
Otros premios internacionales incluyen: Premio La Rosa Blanca (1995 y 1998); el primer premio en la Bienal Iberoamericana de Acuarela en Viña del Mar, Chile (1996); el primer premio en la 11.ª Bienal Internacional de Dibujo de Cleveland, Gran Bretaña (1993), la IX. Exposición de dibujo en Rijeka, Yugoslavia (1984). Premio Compra III Trienal de Arte Contemporáneo de Nueva Delhi, India (1984) y Premio de Dibujo en Intergraphik 1984, Berlín, (RDA). Desde 2002, su autorretrato forma parte de la colección permanente de la Galleria Degli Uffizi en Florencia, Italia.

## Exposiciones
Además de un gran número de exposiciones cubanas, las obras de Roberto Fabelo se han mostrado en importantes colecciones de España, Italia, Chile, Francia, Dinamarca, Suecia, Alemania, Panamá, México, Venezuela, Inglaterra, Estados Unidos y China, entre otros. .Las exposiciones permanentes se pueden ver en el Pérez Art Museum Miami (PAMM) y en el Museo Nacional de Bellas Artes de La Habana así como en la embajada de Cuba en México.

## Eventos especiales y trabajo
Roberto Fabelo ilustró una edición de la novela de Gabriel García Márquez "Cien años de soledad" de 2007.
El 8 de mayo de 2017 se inauguró una exposición en el Palacio de la Cancillería del Vaticano Secretaría de Estado de la Santa Sede.
En 2018, Roberto Fabelo participó en la exposición “Artes de Cuba” en el Kennedy Center de Washington. La exposición incluyó varias presentaciones, incluida la presentación debut de Historia permanente, una instalación a gran escala de Roberto Fabelo.
En marzo y abril de 2023 tuvo lugar en el Kennedy Center otra exposición “Sobrevivientes” de Roberto Fabelo. La exposición presentaba, entre otras cosas, una manada de rinocerontes de tamaño natural, uno de los cuales estaba simbólicamente decorado con una cinta como regalo de la naturaleza.
El 15 de febrero de 2023 se inauguró en Madrid una exposición de arte de la Fundación Ibercaja titulada MUNDOS: GOYA Y FABELO, que trazó paralelismos con el famoso pintor español Francisco de Goya. También hubo un ilustrado bilingüe libro publicado en gran formato.
Al mismo tiempo, Fabelo mostró “Sobrevivientes”, una colección de esculturas de cucarachas gigantes con rostro humano. Con esto rindió homenaje a La Metamorfosis de Franz Kafka.
En Zaragoza tuvo lugar el 14 de agosto de 2023 una exposición en la Plaza del Pilar , que mostraba esculturas de rinocerontes a tamaño natural y en diferentes colores, como parte de la serie “Sobrevivientes” de Fabelo. .

## Subastas
Sus obras se subastan en diversas casas de subastas como Christie's, Sotheby's, Phillips de Pury & Company y Bonhams; Christie's sola con 71 piezas. El 1 de octubre de 2021, un tríptico titulado “El discurso de las moscas” alcanzó un precio de venta de $525,000.

## Enlaces web
- Wikimedia Commons alberga una categoría multimedia sobre Roberto Fabelo.

## Pruebas individuales
- Portal:Cuba. Contenido relacionado con Cuba.